# Otto Kentzler
Otto Kentzler (* 30. Oktober 1941 in Dortmund; † 28. April 2019) war ein deutscher Unternehmer und Präsident des Zentralverbandes des Deutschen Handwerks (ZDH).

## Leben
Nach dem Abitur und abgeschlossener Lehre zum Klempner und Installateur studierte Kentzler Maschinenbau an der Technischen Universität Hannover mit dem Abschluss Diplom-Ingenieur. Er war geschäftsführender Gesellschafter der Firma Kentzler GmbH und Co. KG in Dortmund, eines Handwerksbetriebs für Klempnerei und Bedachungen.
Von 1989 bis 1994 war Kentzler Obermeister der Innung Sanitär-Heizung-Klima in Dortmund und Lünen sowie Vorstandsmitglied der Kreishandwerkerschaft Dortmund. Von 1992 bis 1995 war er alternierender Vorsitzender der Innungskrankenkasse, ab 1994 Mitglied der Vollversammlung und des Vorstandes der Handwerkskammer Dortmund und schließlich deren Präsident und später deren Ehrenpräsident. Darüber hinaus war Kentzler Präsidiumsmitglied des Zentralverbandes des Deutschen Handwerks (ZDH). Von 1998 bis 2002 war er stellvertretender Vorsitzender des Westdeutschen Handwerkskammertags. 2000 wurde er Vorsitzender des Kuratoriums des Sozialinstituts des Erzbistums Paderborn (Kommende), 1994 Kuratoriumsmitglied und 2000 Vorsitzender der Mitgliederversammlung der Stiftung für Begabtenförderung des deutschen Handwerks. Von 2004 bis 2013 war Kentzler Präsident des ZDH. Anschließend machte ihn der ZDH zu seinem Ehrenpräsidenten. Ab dem 30. Mai 2008 war er Mitglied des Aufsichtsrats der BayWa AG.
Kentzler war verheiratet und hatte zwei Kinder. Ab 1964 war er Mitglied der katholischen Studentenverbindung A.V. Frisia Hannover im CV.

## Ehrungen
- 2009: Verdienstkreuz 1. Klasse der Bundesrepublik Deutschland
- 2011: Ehrenring der Stadt Dortmund
- 2013: Großes Verdienstkreuz der Bundesrepublik Deutschland
- 2014: Ehrenzeichen des Westdeutschen Handwerkskammertags